# Žarko Tomašević
Žarko Tomašević, est un footballeur international monténégrin, né le 22 février 1990 à Pljevlja en Yougoslavie. Il évolue actuellement au FK Dečić Tuzi comme défenseur.